# Kreis Tulcea

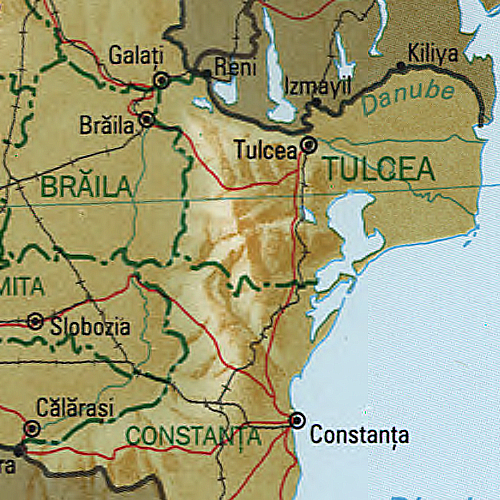
Karte des Kreises Tulcea in der Dobrudscha

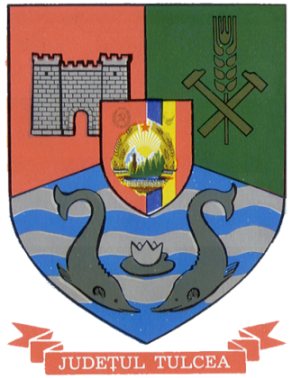
Wappen des Kreises Tulcea zur Zeit des Realsozialismus

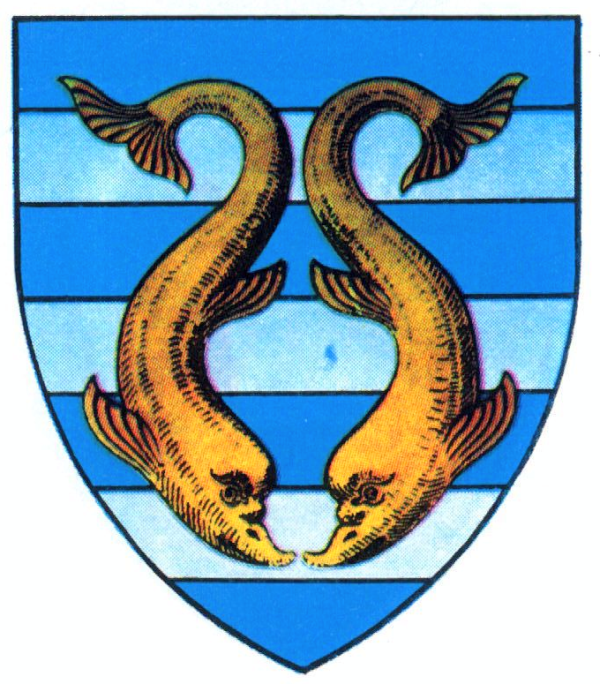
Wappen des Kreises Tulcea in der Zwischenkriegszeit

Tulcea [ˈtult͜ʃe̯a] ist ein rumänischer Kreis (Județ) in der Region Dobrudscha mit der Kreishauptstadt Tulcea. Seine gängige Abkürzung und das Kfz-Kennzeichen sind TL.
Der Kreis Tulcea grenzt im Norden an die Ukraine, im Osten ans Schwarze Meer, im Süden an den Kreis Constanța, im Westen an den Kreis Brăila und im Nordwesten an den Kreis Galați.

## Geschichte
Auf dem Gebiet des heutigen Tulcea lag die antike römische Stadt und Militärlager Troesmis am rechten Ufer der unteren Donau, in der römischen Provinz Moesia inferior (Niedermösien). Sie war ein Teil des Limes zum Schutz der Reichsgrenze. Dort trafen sich die Via Pontica und die Straße entlang der Donau.

## Demographie
Im Jahr 2002 hatte der Kreis Tulcea 256.492 Einwohner, somit eine Bevölkerungsdichte von 30 Einwohnern pro km². Davon waren 230.843 Rumänen, 16.350 Lipowaner, 3.334 Türken, 2.272 Roma, 1.680 Griechen, 179 Tataren, 135 Ungarn, 134 Italiener, 83 Deutsche, 61 Bulgaren und Andere.
2011 wurden im Kreis Tulcea 213.083 Einwohner registriert; die Bevölkerungsdichte betrug damit 25 Einwohnern pro km².

## Geographie
Der Kreis Tulcea hat eine Gesamtfläche von 8499 km², dies entspricht 3,56 % der Fläche Rumäniens. Im Südosten Rumäniens gelegen, umfasst der Kreis das Donau-Delta und die  Nordhälfte des Dobrudscha-Hochlandes (Podișul Dobrogei). Er befindet sich zwischen der Balta Brăilei im Westen und dem Schwarzen Meer im Osten.

## Städte und Gemeinden
Der Kreis Tulcea besteht aus offiziell 141 Ortschaften. Davon haben fünf den Status einer Stadt, 46 den einer Gemeinde und die übrigen sind administrativ den Städten und Gemeinden zugeordnet.

### Größte Orte
| Stadt/Gemeinde            | Einwohner |
| ------------------------- | --------- |
| Tulcea                    | 65.624    |
| Babadag (tr. Babadağ)     | 09.213    |
| Măcin                     | 07.248    |
| Sarichioi                 | 05.226    |
| Somova                    | 04.878    |
| Jijila                    | 04.834    |
| Greci                     | 04.692    |
| Isaccea (tr. İshakçı)     | 04.408    |
| Baia                      | 04.161    |
| Topolog                   | 03.958    |
| Niculițel                 | 03.774    |
| Jurilovca                 | 03.694    |
| Luncavița                 | 03.536    |
| Frecăței                  | 03.415    |
| Sulina                    | 03.118    |
| (Stand: 1. Dezember 2021) |           |